# Кал Пен
Кал Пен (енгл. Kal Penn, право име Калпен Суреш Моди (енгл. Kalpen Suresh Modi) 23. априла 1977. у Монтклеру, Њу Џерзи) је амерички филмски и телевизијски глумац и сарадник бившег америчког председника Барака Обаме.
Кал Пен је започео своју каријеру 1998. глумећи у кратком филму Експрес: пролаз до славе. Најпознатији је по улози Кумара у серијалу филмова Харолд и Кумар иду у Бели замак, Харолд и Кумар беже из Гвантанама, Блесави 3Д Божић Харолда и Кумара, као и по улогама у серијама 24 и Доктор Хаус.

## Приватни живот
Пен је геј. У октобру 2021, док је промовисао своје мемоаре Не можеш бити озбиљан, Пен је објавио да су он и његов 11-годишњи партнер, по имену Џош, верени да се венчају. Што се тиче његове сексуалне оријентације, Пен је рекао да је „моју сопствену сексуалност открио релативно касно у животу у поређењу са многим другим људима“. Међутим, он верује да „нема временске линије за ове ствари. Људи схватају своја срања у различитим периодима живота, тако да ми је драго што сам то урадио када сам то урадио”.